# Eublemma basalis
Eublemma basalis är en fjärilsart som beskrevs av Heinrich Benno Möschler 1890. Eublemma basalis ingår i släktet Eublemma och familjen nattflyn. Inga underarter finns listade i Catalogue of Life.